# Échange télématique banque-clients
Échange télématique banque-clients (ETEBAC) est un protocole de télétransmission bancaire.
Ce protocole permet l'échange de fichiers entre les banques et leurs clients. Ce protocole existe depuis 1991. La version 5 a été créée en 1995.
Les fichiers échangés sont regroupés en deux catégories :
- sens client ⇒ banque (ou sens aller) : il s'agit des fichiers de remises (virements, prélèvements, LCR (lettres de change relevés), etc.)
- sens banque ⇒ client (ou sens retour) : il s'agit des fichiers de relevés (extraits de comptes journaliers, extraits de comptes mensuels, relevés de prélèvements à payer, relevés de prélèvements impayés etc.)

La communication téléphonique (RTC ou RNIS) est toujours à l'initiative du client. Les fichiers sont ainsi, soit déposés sur le serveur par le client (sens aller) soit récupérés sur le serveur par le client (sens retour).
À l'heure actuelle, seules deux versions de ce protocole sont encore utilisées : ETEBAC3 et ETEBAC5.
- ETEBAC3 n'est pas sécurisé (la communication n'est pas chiffrée et l'utilisateur n'est pas formellement authentifié) et oblige le client à confirmer ses transferts (sens aller) de fichiers par fax à la banque.
- ETEBAC5 est sécurisé par l'utilisation de cartes à puce utilisant l'algorithme RSA, les fichiers sont chiffrés et l'émetteur authentifié. La banque vérifie la signature et émet un accusé de réception signé lui aussi.

Les standards ETEBAC et les formats de fichiers échangés (sauf formats propriétaires banques) ont été définis par le CFONB.
France Télécom a prévu d'arrêter la maintenance du réseau X.25 sur lequel transitent les informations au format ETEBAC. L'arrêt du réseau X.25 était dernièrement prévu pour fin 2011, il est une nouvelle fois repoussé, pour le 30 juin 2012.
En remplacement de ce protocole, les solutions retenues par le CFONB sont le web-banking, le protocole EBICS ou le protocole SWIFTNet par l'intermédiaire du réseau SWIFT.